# Yū Kobayashi (futbolista)
Yū Kobayashi (小林 悠 Kobayashi Yū?,  Machida, Tokio, 23 de septiembre de 1987) es un futbolista japonés. Juega de delantero y su equipo es el Kawasaki Frontale de la J1 League de Japón.

## Trayectoria

### Clubes
| Club              | País  | Año           |
| ----------------- | ----- | ------------- |
| Mito HollyHock    | Japón | 2008          |
| Kawasaki Frontale | Japón | 2010-presente |

### Selección nacional
| Selección | País  | Año           |
| --------- | ----- | ------------- |
| Absoluta  | Japón | 2014-presente |

## Palmarés

### Títulos nacionales
| Título             | Club              | País  | Año  |
| ------------------ | ----------------- | ----- | ---- |
| J1 League          | Kawasaki Frontale | Japón | 2017 |
| J1 League          | Kawasaki Frontale | Japón | 2018 |
| Supercopa de Japón | Kawasaki Frontale | Japón | 2019 |
| Copa J. League     | Kawasaki Frontale | Japón | 2019 |
| J1 League          | Kawasaki Frontale | Japón | 2020 |
| Copa del Emperador | Kawasaki Frontale | Japón | 2020 |
| Supercopa de Japón | Kawasaki Frontale | Japón | 2021 |
| J1 League          | Kawasaki Frontale | Japón | 2021 |
| Copa del Emperador | Kawasaki Frontale | Japón | 2023 |
| Supercopa de Japón | Kawasaki Frontale | Japón | 2024 |

### Distinciones individuales
| Distinción                          | Año  |
| ----------------------------------- | ---- |
| MVP de julio de la J. League        | 2016 |
| Jugador Excepcional de la J. League | 2016 |
| J. League Best XI                   | 2016 |
| Máximo goleador de la J1 League     | 2017 |
| Futbolista del año en Japón         | 2017 |
| J. League Best XI                   | 2017 |